# Mick Ives
Mick Ives (Coventry, Inglaterra; 10 de agosto de 1939-18 de enero de 2024) fue un ciclista y entrenador de ciclismo británico, especialista en ciclismo en ruta y ciclocrós.

## Carrera

### Competidor
En su carrera ganó 62 veces el título nacional del Reino Unido, ganó el Campeonato Mundial de Ciclocrós en cinco ocasiones en la categoría máster en nueve participaciones en el campeonato y fue el primer pensionado en completar el Tour de Francia en 2005, incluso recorriendo dos etapas en un día, y actualmente es el único ciclista que ha completado el tour sin ayuda.

### Entrenador
Dirigió a la selección de ciclismo del Reino Unido donde acumuló 1000 victorias de etapa alrededor de Europa y en 1997 creó al Team Jewson MI Racing Team, equipo que ganó más de 1000 carreras bajo su mando.

## Participación en el Campeonato Mundial
- 2000 - 1°, Masters, 60-64
- 2001 - 2°, Masters, 60-64
- 2002 - 3°, Masters, 60-64
- 2003 - 3°, Masters, 60-64
- 2004 - 1°, Masters, 65-69
- 2005 - 1°, Masters, 65-69
- 2006 - 1°, Masters, 65-69
- 2007 - 2°, Masters, 65-69
- 2012 - 2°, Masters, 70-74